# Novo vrijeme
Novo vrijeme, bosanskohercegovački tjednik, koji je izlazio od 2012. do 2016. godine.

## Povijest
Novo vrijeme je izlazilo u tiskanom izdanju od 48 stranica svakog petka, s tim da je izlazilo kao dvobroj ako na taj dan pada neki od državnih ili vjerskih blagdana u Bosni i Hercegovini. Također, tijekom Sarajevskog sajma knjige, izlazilo je posebno izdanje Novog vremena uz dodatak revije Novo vrijeme čitanja.
Od 29. travnja 2016. godine tjednik prestaje izlaziti u tiskanom izdanju, te u cijelosti prelazi na on-line izdanje, kao portal novovrijeme.ba, ali se i na portal ubrzo gasi. Portal novovrijeme.ba je bio punopravni član Vijeća za štampu Bosne i Hercegovine.

## Sadržaj
Na svojih 48 stranica u boji, tiskano izdanje Novog vremena imalo je sljedeće odjeljke:
- Aktuelno (Aktualno)
- Ekonomija (Gospodarstvo)
- Svijet
- English (odjeljak na engleskome jeziku)
- Kultura i obrazovanje
- Porodica i zdravlje (Obitelj i zdravlje)
- Sport

Novine u svim izdanjima nemaju odjeljak "crna kronika", što je dio njihove uredničke politike promoviranja optimizma i objavljivanja većinom pozitivnih vijesti.